# Надршина, Фануза Аитбаевна
Фануза Аитбаевна Надршина (баш. Фәнүзә Айытбай ҡыҙы Нәҙершина; род. 7 февраля 1936) — башкирский учёный-фольклорист, доктор филологических наук. Лауреат Государственной премии имени Салавата Юлаева (1987). Кавалер ордена Салавата Юлаева (2007). Заслуженный деятель науки Республики Башкортостан (2000). Почётный член Академии наук Республики Башкортостан (2016).

## Биография
Надршина Фануза Аитбаевна родилась 7 февраля 1936 года в деревне Старо-Мурадымово Аургазинского района Башкирской АССР.
В 1959 году закончила Стерлитамакский государственный педагогический институт (ныне филиал Уфимского университета науки и технологий).
В 1954—1959 гг. являлась заведующим отделения Аургазинского районного комитета ВЛКСМ, преподавала русский язык и литературу, была директором школы с. Толбазы.
В 1962—1973 гг. работает Институте истории, языка и литературы Башкирского филиала АН СССР в должности младшего научного сотрудника, а с 1973 года — старшего научного сотрудника. Ныне является главным сотрудником Отдела фольклористики ИИЯЛ УНЦ РАН.

## Научная деятельность
Фануза Надршина является автором более 200 научных работ, в том числе 30 книг, энциклопедии «Салават Юлаев», фундаментальных трудов «История Башкортостана с древнейших времен до 60-х гг. XIX в.» (1996), «История башкирского народа» (2010).
Участвовала в подготовке многотомного свода «Башкирское народное творчество» («Башҡорт халык ижады»), за который, совместно с А. И. Харисовым, Н. Т. Зариповым, Л. Г. Бараг, М. М. Сагитовым и А. М. Сулеймановым, в 1987 году была удостоена Государственной премии имени Салавата Юлаева.